# Liste der Naturdenkmale in Kraam
Die Liste der Naturdenkmale in Kraam nennt die im Gemeindegebiet von Kraam ausgewiesenen Naturdenkmale (Stand 15. Februar 2024).

## Naturdenkmale
| Nr.         | Bezeichnung         | Lage                                | Beschreibung                                                                         | Bild                                    |
| ----------- | ------------------- | ----------------------------------- | ------------------------------------------------------------------------------------ | --------------------------------------- |
| ND-7132-383 | Alte Eiche in Kraam | Kraam, Hauptstraße, bei Nr. 17 Lage | Quercus sp., vor 1600 gekeimt                                                        | Fotos hochladen                         |
| ND-7132-443 | Eiche in Heuberg    | Heuberg, Ringallee, bei Nr. 7 Lage  | Quercus robur, um 1870 gekeimt, Stammumfang 3,6 m, Höhe 25 m, Kronendurchmesser 20 m | Direkt Bild zu diesem Denkmal hochladen |